# District de Tamana

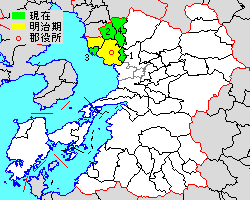
Localisation du district de Tamana dans la préfecture de Kumamoto.

Le district de Tamana (玉名郡, Tamana-gun) est un district de la préfecture de Kumamoto, au Japon, doté d'une superficie de 211,54 km2.

## Municipalités
- Gyokutō
- Nagasu
- Nagomi
- Nankan

## Historique
Le 3 octobre 2005, les bourgs de Taimei, Tensui et Yokoshima sont annexés à la ville de Tamana. Le 1er mars 2006, les bourgs de Kikusui et Mikawa fusionnent pour former le bourg de Nagomi.